# Championnat du Cap-Vert de football
Le championnat du Cap-Vert de football (Campeonato Caboverdiano de Futebol) a été créé en 1976. Un championnat local existait depuis 1953 mais le Cap-Vert n'était pas encore indépendant.

## Déroulement
Le championnat se déroule en plusieurs étapes :
- de novembre à avril, les championnats régionaux organisés sur les neuf îles habitées du Cap-Vert (Championnat de Boa Vista, de Brava, de Fogo, de São Vicente, de Sal, de Maio, de Santiago, de Santo Antão, et de São Nicolau) déterminent les onze équipes participant à la phase nationale, en compagnie du tenant du titre, automatiquement qualifié.
- en mai et juin, la phase de groupes est disputée, avec trois groupes de quatre équipes (deux groupes de six équipes jusqu'en 2016)
- en juillet et août, les playoffs entre les premiers de chaque groupe et le meilleur second (demi-finales et finale).

## Palmarès

### Avant l'indépendance
- 1953 : Associação Académica do Mindelo
- 1954 : Pas de championnat
- 1955 : Pas de championnat
- 1956 : CS Mindelense
- 1957 : Pas de championnat
- 1958 : Pas de championnat
- 1959 : Pas de championnat
- 1960 : CS Mindelense
- 1961 : Sporting Clube da Praia
- 1962 : CS Mindelense
- 1963 : Boavista FC
- 1964 : Pas de championnat
- 1965 : Associação Académica da Praia
- 1966 : CS Mindelense
- 1967 : Associação Académica do Mindelo
- 1968 : CS Mindelense
- 1969 : Sporting Clube da Praia
- 1970 : Pas de championnat
- 1971 : CS Mindelense
- 1972 : CD Travadores
- 1973 : Grémio Sportivo Castilho
- 1974 : CD Travadores
- 1975 : Pas de championnat

### Depuis l'indépendance
- 1976 : CS Mindelense
- 1977 : CS Mindelense
- 1978 : Pas de championnat
- 1979 : Pas de championnat
- 1980 : Botafogo FC 2-1 CS Mindelense
- 1981 : CS Mindelense
- 1982 : Pas de championnat
- 1983 : Associação Académica e Operária 2-0 CS Mindelense
- 1984 : FC Derby 3-2 tab Associação Académica do Sal
- 1985 :  Sporting da Praia
- 1986 : Pas de championnat
- 1987 : Boavista FC
- 1988 : CS Mindelense 2-0 0-1 Sporting da Praia
- 1989 : Associação Académica do Mindelo
- 1990 : CS Mindelense
- 1991 : Sporting da Praia
- 1992 : CS Mindelense bat CD Travadores
- 1993 : Associação Académica do Sal 2-2 et 2-1 Boavista FC
- 1994 : CD Travadores 2-0 et 2-1 Sport Club Atlético
- 1995 : Boavista FC
- 1996 : CD Travadores
- 1997 : Sporting da Praia 0-0 et 1-1 CS Mindelense
- 1998 : CS Mindelense
- 1999 : Grêmio Desportivo Amarantes  2-0 et 1-1 Vulcânicos Futebol Clube
- 2000 : FC Derby  1-1 et 1-0 Associação Académica e Operária
- 2001 : CD Onze Unidos
- 2002 : Sporting da Praia
- 2003 : Académico do Aeroporto 3-1 et 3-2 FC Ultramarina
- 2004 : Sal-Rei FC 2-0 1-2 Associação Académica da Praia
- 2005 : FC Derby 1-1 et 4-3 Sporting da Praia
- 2006 : Sporting da Praia 1-0 et 2-2 Académico do Aeroporto
- 2007 : Sporting da Praia 0-0 et 1-1 Associação Académica do Mindelo
- 2008 : Sporting da Praia 0-1 et 3-0 FC Derby
- 2009 : Sporting da Praia 2-0 et 1-1 Associação Académica da Praia
- 2010 : Boavista FC 2-0 et 1-0[1] Sporting da Praia
- 2011 : CS Mindelense 1-0 et 0-0 Sporting da Praia[2]
- 2012 : Sporting da Praia 1-1 et 0-0 Sport Club Atlético
- 2013 : CS Mindelense 3-0 et 2-2 Académica do Porto Novo[3]
- 2014 : CS Mindelense 2-1 et 0-0 Académica do Fogo
- 2015 : CS Mindelense 1-1 et 1-1 (4-3 tab) FC Derby
- 2016 : CS Mindelense 0-1 et 1-0 (5-4 tab) Académica do Porto Novo
- 2017 : Sporting da Praia 2-1 et 3-2 Futebol Clube de Ultramarina
- 2018 :Associação Académica da Praia 2-0 CS Mindelense
- 2019 : CS Mindelense 3-1 GD Oasis Atlantico
- 2020 : Championnat annulé
- 2021 : Non disputé
- 2022 : Associação Académica do Mindelo 1-0 GD Palmeira
- 2023 : GD Palmeira 1-1 (7-6 tab) Associação Académica do Mindelo
- 2024 : Boavista FC 2-1  Derby FC Mindelo
- 2025 : GD Palmeira 0-0 (4-3 tab) Boavista FC

## Bilan par club
Ce tableau ne prend en compte que les championnats disputés depuis l'indépendance du pays en 1975.
| Club                            | Île         | Champion | Saisons                                                                      |
| ------------------------------- | ----------- | -------- | ---------------------------------------------------------------------------- |
| CS Mindelense                   | São Vicente | 13       | 1976, 1977, 1981, 1988, 1990, 1992, 1998, 2011, 2013, 2014, 2015, 2016, 2019 |
| Sporting Clube da Praia         | Santiago    | 10       | 1985, 1991, 1997, 2002, 2006, 2007, 2008, 2009, 2012, 2017                   |
| Boavista FC                     | Santiago    | 4        | 1987, 1995, 2010, 2024                                                       |
| FC Derby                        | São Vicente | 3        | 1984, 2000, 2005                                                             |
| CD Travadores                   | Santiago    | 2        | 1994, 1996                                                                   |
| Associação Académica do Mindelo | São Vicente | 2        | 1989, 2022                                                                   |
| GD Palmeira                     | Sal         | 2        | 2023, 2025                                                                   |
| Sal-Rei FC                      | Boa Vista   | 1        | 2004                                                                         |
| Académico do Aeroporto          | Sal         | 1        | 2003                                                                         |
| CD Onze Unidos                  | Maio        | 1        | 2001                                                                         |
| Grêmio Desportivo Amarantes     | São Vicente | 1        | 1999                                                                         |
| Associação Académica do Sal     | Sal         | 1        | 1993                                                                         |
| Associação Académica e Operária | Boa Vista   | 1        | 1983                                                                         |
| Botafogo FC                     | Fogo        | 1        | 1980                                                                         |